# Jeyan Mahfi Tözüm

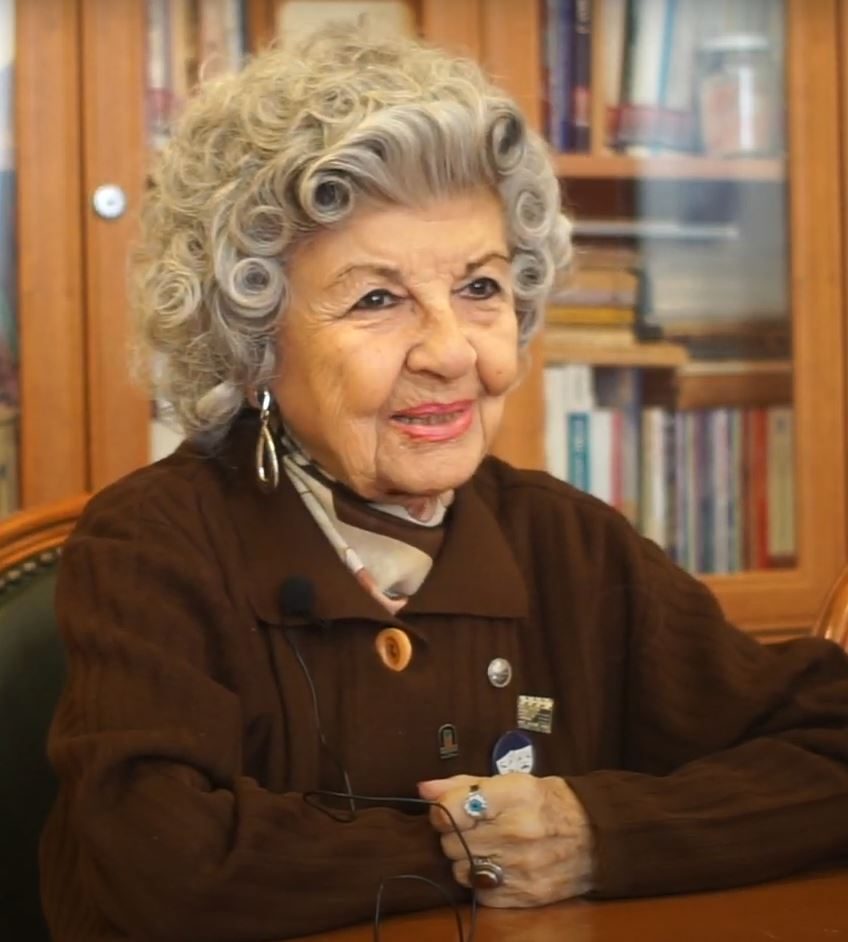
Jeyan Mahfi Tözüm, 2020

Fatma Mesanet Jeyan Mahfi Ayral Tözüm (* 6. August 1928 in Istanbul; † 29. Oktober 2023 ebenda) war eine türkische Schauspielerin und Synchronsprecherin.

## Leben und Karriere
Tözüm wurde am 6. August 1928 in Istanbul geboren. Ihr Vater ist der Schauspieler Necdet Mahfi Ayral. Unter der Regie von Muhsin Ertuğrul spielte sie in Henrik Ibsens Stück Peer Gynt. Später trat sie in den Istanbuler Stadttheatern in zahlreichen Aufführungen auf, darunter Mutlu Günler, Çıplakları Giydirmek, Kökler, Yarısı und Kezban.
Ihr Schauspieldebüt gab sie 1939 in dem Film Allahın Cenneti. Zu ihren bekanntesten Werken gehören Filme wie Efsuncu Baba, Beklenen Şarkı und Deliha.  2005 wurde sie mit dem Bilge Olgaç Achievement Award beim 8. Flying Broom International Women's Film Festival ausgezeichnet. Sie war auch als Synchronsprecherin tätig.
Tözüm war mit dem Komponisten Rauf Tözüm verheiratet, der 1978 bei einem Verkehrsunfall ums Leben kam. Sie verstarb am 29. Oktober 2023 im Alter von 95 Jahren und wurde auf dem Friedhof Zincirlikuyu beigesetzt.

## Filmografie (Auswahl)
- 1939: Allahın Cenneti
- 1947: Gençlik Günahı
- 1947: Seven Ne Yapmaz
- 1949: Efsuncu Baba
- 1949: Uçuruma Doğru
- 1953: Beklenen Şarkı
- 1954: Bozkurt Obası
- 1972: Falcı
- 1996: Gurbetçiler
- 1996: Şehnaz Tango
- 2000: Dadı
- 2001: Tatlı Hayat
- 2002: Ekmek Teknesi
- 2004: Sahra
- 2004: Yadigar
- 2005: Belalı Baldız
- 2006: Yaprak Dökümü
- 2006: Hayırdır İnşallah
- 2007: Hayat Apartmanı
- 2010: Çığlık Çığlığa Bir Sevda
- 2014: Deliha
- 2018: Deliha 2